# Оркестр Кадакеса
Оркестр Кадакеса (исп. Orquestra de Cadaqués) — испанский симфонический оркестр, базирующийся в Кадакесе. Был основан в 1988 году как основной музыкальный коллектив проводящегося в городе музыкального фестиваля. С 1992 г. под патронатом оркестра проводится Международный конкурс дирижирования Кадакесского оркестра. В 1994 г., сразу после победы на этом конкурсе, во главе оркестра встал дирижёр Джанандреа Нозеда. Главным приглашённым дирижёром оркестра является Невилл Марринер.